# Michael James Stewart
Michael James Stewart (Edimburgo, 26 febbraio 1981) è un ex calciatore scozzese, di ruolo centrocampista.

## Carriera

### Club
Nel 1998 firmò il suo primo contratto da professionista con il Manchester United, riuscendo a debuttare in prima squadra il 31 ottobre 2000, contro il Watford. Dopo un periodo in prestito all'Anversa, passò in prestito al Nottingham Forest, ma, a causa del suo modo di giocare veniva spesso ammonito o espulso. Collezionò 13 presenze.
Nell'estate del 2004 Sir Alex Ferguson dichiarò che Stewart non era nei suoi piani e poteva andarsene quando voleva. I Rangers mostrarono inizialmente interesse, ma poi non se ne fece nulla. Passò così in prestito all'Hearts, la squadra della sua città, per la quale tifava sin da piccolo. Tuttavia, non rispettò le attese e, a causa anche di un infortunio, fu rimandato al Manchester United.
Svincolatosi dai rossi di Manchester, passò all'Hibernian, l'altra squadra di Edimburgo. Con gli hibs giocò due stagioni, riuscendo a segnare anche il suo primo gol da professionista. Lasciò l'Hibernian nell'aprile 2007.
Dopo un periodo di prova al Sunderland di Roy Keane, che non lo prese, tornò all'Hearts. Il suo primo gol con i Maroons arrivò il 12 agosto 2007 contro l'Aberdeen. A seguito della partenza di Robbie Neilson, passato al Leicester City, fu nominato, all'inizio della stagione 2009-2010, capitano dell'Hearts. Il 13 maggio, al termine della stagione, viene svincolato dall'Hearts.
Si è poi unito ai turchi del Gençlerbirliği. Lasciò il club nel gennaio 2011 senza aver nemmeno giocato una partita.
Il 22 marzo è stato tesserato dal club londinese dello Charlton, che ha lasciato al termine della stagione.

### Nazionale
Dal 2002 all'agosto del 2008 ha giocato per la nazionale scozzese, collezionando 4 presenze.

## Palmarès

### Club

#### Competizioni nazionali
- Coppa di Lega scozzese: 1

Hibernian: 2006-2007
- Campionato inglese: 2

Manchester United: 1999-2000, 2002-2003

#### Competizioni internazionali
- Coppa Intercontinentale: 1

Manchester United: 1999